# ماركسية كلاسيكية
يُشير مصطلح الماركسية الكلاسيكية إلى النظريات الاقتصادية والفلسفية والاجتماعية التي طرحها كارل ماركس وفريدريك إنجلز، بالإضافة إلى تطورات لاحقة في الماركسية، خصوصًا اللينينية والماركسية اللينينية.

## كارل ماركس
كان كارل ماركس (5 مايو 1818، ترير، ألمانيا –14 مارس 1888، لندن) فيلسوفًا ألمانيًا، وعالم اجتماع، وخبيرًا في الاقتصاد السياسي، واشتراكيًا صاحب تأثير كبير. تناول ماركس مجموعة واسعة من القضايا، بما فيها نظرية ماركس في الاغتلاب واستغلال العمال، ونمط الإنتاج الرأسمالي والمادية التاريخية، إلا أنه اكتسب شهرته لتحليله التاريخ من خلال الصراعات الطبقية، ملخّصًا فكرته في السطر الأول من مقدمة  بيان الحزب الشيوعي: «إن تاريخ كل مجتمع موجود حتى الآن هو تاريخ صراع الطبقات». اكتسب تأثير أفكاره، التي كانت شائعة في الأصل خلال حياته، زخمًا إضافيًا بانتصار البلاشفة الروس في ثورة أكتوبر (الثورة البلشفية)، وقليلةٌ هي أجزاء العالم التي لم تتأثر كثيرًا بالأفكار الماركسية خلال القرن العشرين.
قال الباحث الأمريكي في الأفكار الماركسية هال دريبر: «هناك عدد قليل من المفكرين في التاريخ الحديث الذين كانت أفكارهم سيئة التمثيل، من قبل الماركسيين أنفسهم ونقادها على حد سواء».

### التأثيرات المبكرة
غالبًا ما تُصنف التأثيرات المبكرة على ماركس إلى ثلاث فئات، وهي الفلسفة الألمانية، والاقتصاد الكلاسيكي، واليسار الفرنسي.

#### الفلسفة الألمانية
يشمل المؤثرون البارزون إيمانويل كانت، وجورج فيلهلم فريدريش هيغل، ولودفيغ فويرباخ.
درس ماركس على يد أحد تلامذة هيغل، برونو باور، وهو زعيم جماعة الهيغليون الشباب، الذين ارتبط بهم ماركس. إلا أنه منذ عام 1841، اختلف وإنجلز مع باور وبقية الهيغليين الشباب حول الاشتراكية، كما اختلفوا حول استخدام جدلية هيغل وانفصلوا تدريجيًا عن المثالية الألمانية والهيغليين. على إثر ذلك، شكّلت كتابات ماركس المبكرة استجابة لهيغل، والمثالية الألمانية، وانفصالًا عن بقية الهيغليين الشباب. «وقف ماركس على أفكار هيغل»، ومنها حوّل الجدلية المثالية إلى جدلية مادية، باقتراحه أن الظروف المادية تشكل الأفكار لا العكس. سار ماركس بذلك على خطى فويرباخ. ألهمت نظريته عن الاغتراب (الاستلاب)، التي طورها في المخطوطات الاقتصادية والفلسفية 1844 (نُشرت في عام 1932)، نفسها من نقد فويرباخ لعزلة الإنسان في الرب عبر تجسيده جميع خصاله الأصيلة (وهكذا أسقط الإنسان على الرب كل الصفات التي هي في الواقع سمة الإنسان التي تعرّف «الطبيعة البشرية»). لكن ماركس انتقد فويرباخ أيضًا لكونه غير مادي بالقدر الكافي.

#### الاقتصاد السياسي الإنجليزي والإسكتلندي
يشمل المؤثرون البارزون كلًا من آدم سميث وديفيد ريكاردو.
بنى ماركس أفكاره على أشهر خبراء الاقتصاد السياسيين في أيامه، وهم الاقتصاديون السياسيون التقليديون البريطانيون.
انتقد ماركس سميث وريكاردو لعدم إدراكهما أن مفاهيمهما الاقتصادية تعكس على وجه التحديد فكر المؤسسات الرأسمالية، لا الخصائص الطبيعية الفطرية للمجتمع البشري، ولا يمكن تطبيقها بلا تغيير على كل المجتمعات. اقترح وجود علاقة ارتباط منهجية بين قيم العمل وأسعار المال. ادعى أن مصدر الأرباح في ظل الرأسمالية هو القيمة المضافة من قبل العمال الذين لا يحصلون على أجور. تعمل هذه الآلية من خلال التمييز بين «القوى العاملة»، التي يتبادلها العمال بحرية مقابل أجورهم، و«العمل» الذي تمكن من خلاله الرأسماليون مُلّاك الأصول من فرض سيطرتهم. كان هذا التمييز العملي والنظري هو الرؤية الأساسية التي تبناها ماركس، والتي سمحت له بتطوير مفهوم «القيمة الفائضة»، وهو ما ميز أعماله عن أعمال سميث وريكاردو.

#### الاشتراكية الفرنسية
يشمل المؤثرون البارزون جان جاك روسو، وتشارلز فورييه، وهنري دو سان سيمون، وبيير جوزيف برودون، ولويس بلانك.
كان روسو واحدًا من أوائل الكتاب المعاصرين الذين هاجموا بشكل جدي مؤسسة الملكية الخاصة، ويُعد في بعض الأحيان جَدًّا أعلى للاشتراكية الحديثة والشيوعية، إلا أن ماركس نادرًا ما ذكر روسو في كتاباته.
في عام 1833، عانت فرنسا عددًا من المشاكل الاجتماعية الناجمة عن الثورة الصناعية. وضع مفكرون من اليسار السياسي خططًا للإصلاح الشامل. كانت من بين أكثرها عظمة خطط شارل فورييه وأتباع سان سيمون. أراد فورييه أن تحل المجتمعات المثالية محل المدن الحديثة، في حين دعا أتباع سان سيمون إلى توجيه الاقتصاد عبر استغلال القروض. مع أن هذه البرامج لم تكن تحظى بقدر كبير من الدعم، فقد نجحت في توسيع مخيلة ماركس السياسية والاجتماعية.
لعل أكثر ما عرف به لويس بلانك هو إتيانه بالمبدأ الاجتماعي الذي تبناه ماركس في وقت لاحق، والذي دار حول كيفية توزيع العمل والدخل: «من كلٍّ حسب قدرته، إلى كلٍّ حسب حاجته».
شارك بيار جوزيف برودون في انتفاضة فبراير عام 1848 وفي تشكيل ما أسماه «الإعلان الجمهوري الأول» للجمهورية الجديدة، لكنه شكّك في الحكومة الجديدة لأنها كانت تسعى إلى الإصلاح السياسي على حساب الإصلاح الاجتماعي الاقتصادي الذي اعتبره برودون أساسيًا. نشر برودون منظوره الخاص للإصلاح، حل المشكلة الاجتماعية، الذي وضع فيه برنامجًا للتعاون المالي المتبادل بين العمال. اعتقد أن ذلك من شأنه أن ينقل السيطرة على العلاقات الاقتصادية من الرأسماليين والممولين إلى العمال. كان كتاب برودون ما هي الملكية؟ هو ما أقنع الشاب كارل ماركس بضرورة إلغاء الملكية الخاصة.

#### تأثيرات أخرى على ماركس
يشمل المؤثرون البارزون فريدريك إنجلز، والمادية اليونانية القديمة، وجيامباتيستا فيكو، ولويس هنري مورغان.
تأثرت مراجعة ماركس للهيغلية بكتاب حالة الطبقة العاملة في إنجلترا الذي كتبه إنجلز في عام 1844، ما دفع ماركس إلى تصور الجدلية التاريخية من حيث الصراع الطبقي والنظر إلى الطبقة العاملة الحديثة باعتبارها القوة الأكثر تقدمًا في دعم الثورة.
تأثر ماركس بالمادية العتيقة، خصوصًا إبيقور (الذي كرس له ماركس أطروحته بعنوان الفرق بين الفلسفتين الديمقراطية والأبيقورية عن الطبيعة، 1841) بسبب ماديته ونظريته في الكلينامين (المفهوم الذي طرحه لوكريتيوس على حيد الذرات الذي لا يمكن التنبؤ به) التي فتحت عالمًا من الحرية.
طرح جيامباتيستا فيكو نظرية التعاقب الدوري للتاريخ، إذ تتقدم المجتمعات البشرية عبر سلسلة من المراحل من الهمجية إلى الحضارة ثم تعود إلى الهمجية. في المرحلة الأولى -المسماة عصر الآلهة-، تظهر الأسرة وغيرها من الهيئات الأساسية؛ وفي عصر الأبطال التالي، يخضع عامة الناس لطبقة سائدة من النبلاء؛ وفي المرحلة الأخيرة -عصر الرجال-، يتمرد الشعب وينعم بالمساواة، لكن يبدأ المجتمع بالتفكك في هذه المرحلة. كان تأثير فيكو على ماركس واضحًا.
تأثر ماركس بلويس هنري مورغان ونظريته حول التطور الاجتماعي. كتب مجموعة من الملاحظات من قراءته للويس مورغان، ولكنها تُعد غامضة ومتاحة فقط في الطبعات العلمية. (من الواضح تأثر إنجلز بمورغان أكثر من ماركس).

### فريدريك إنجلز
كان فريدريك إنجلز (28 نوفمبر 1820، فوبرتال، بروسيا – 5 أغسطس 1890، لندن) فيلسوفًا سياسيًا ألمانيًا في القرن التاسع عشر. طور النظرية الشيوعية جنبًا إلى جنب مع شريكه المعروف كارل ماركس.
في عام 1842، أرسل والد إنجلز ابنه الشاب إلى إنجلترا للمساعدة في إدارة مصنع القطن خاصته في مانشستر. بدأ إنجلز، الذي صدمه الفقر واسع الانتشار، بكتابة رواية نشرها عام 1845 تحت عنوان حالة الطبقة العاملة في إنجلترا عام 1844.
في يوليو عام 1845، رحل إنجلز إلى إنجلترا، حيث التقى امرأة أيرلندية من الطبقة العاملة تُدعى ماري بيرنز (كروسبي)، عاش معها حتى وفاتها عام 1863. في وقت لاحق، عاش إنجلز مع أختها ليزي، وتزوجها في اليوم الذي سبق وفاتها عام 1877. ربما عرّفته هاتان المرأتان على حركة الميثاقية، التي التقى عددًا من قادتها، من بينهم جورج هارني.
نشط إنجلز في ثورة 1848 (الربيع الأوروبي)، مشاركًا بالانتفاضة في إلبرفيلد. قاتل إنجلز في حملة بادن ضد البروسيين (يونيو/يوليو عام 1849) بصفته مرافقًا شخصيًا لأوغست ويليش، الذي قاد الوحدات الطوعية (فري كوربس) في انتفاضة بادن بالاتينات.